# علم النفس الأسري

## المقدمة

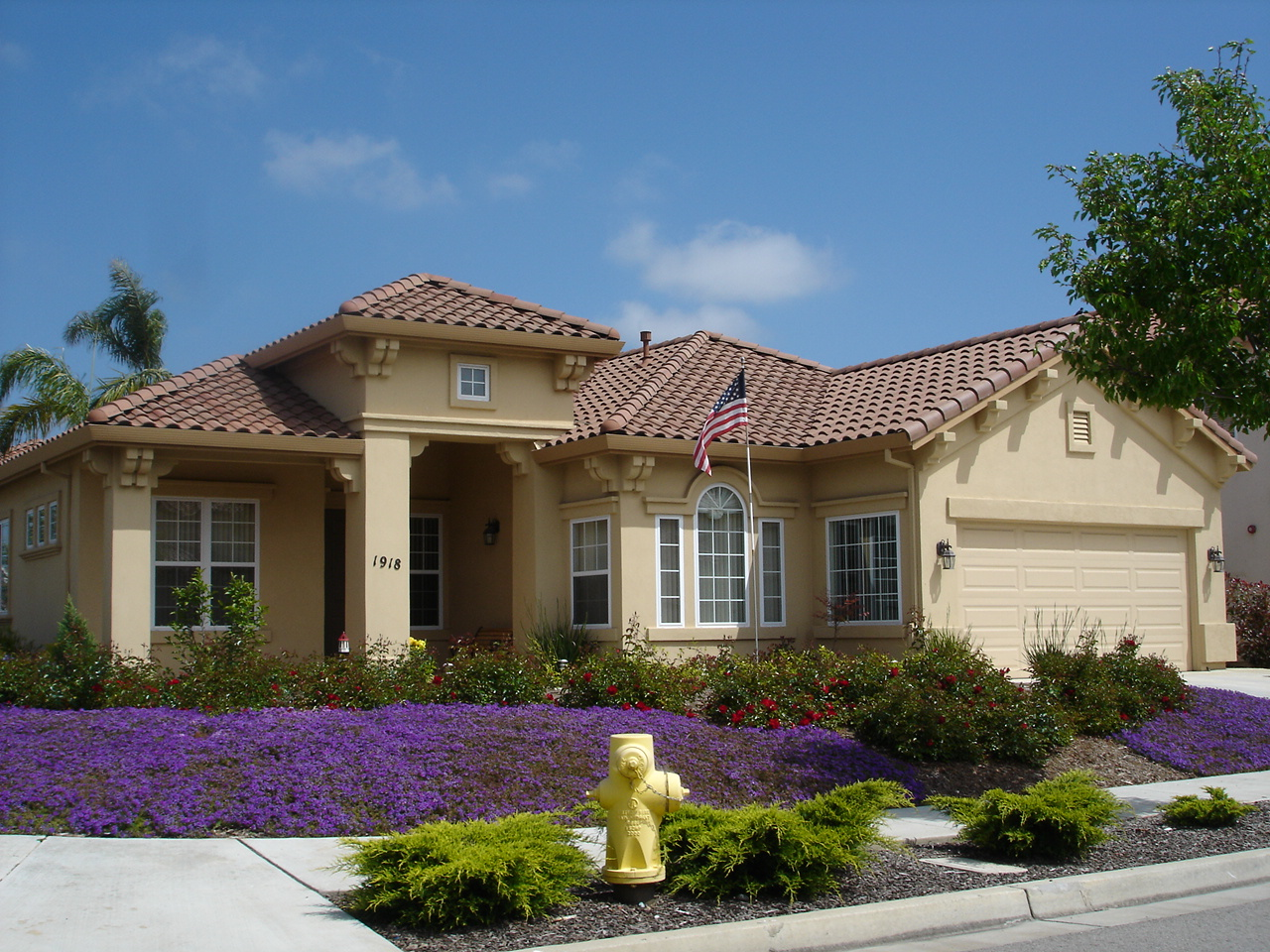

لا يعيش الفرد منعزل عن غيره من الناس، لان الحياة خبرة مشتركة تقوم على أساس المشاركة والتعاون. فالأسرة هي الوحدة الاساسية والأولى لنمو والخبرة وهي ايضاً وحدة أساسية في الصحة والمرض أو النجاح والفشل. نص الصفحة.

## تعريف النظام الأسري
إن مفهوم الزواج والاسرة والعائلة والعلاقات الاسرية من المفاهيم القديمة قدم الإنسان والمتداخلة ببعضها البعض وهي موجودة في كل مجتمع.
وهناك تعريف اخر للأسرة بأنها علاقة مستمرة ودائمة بين الزوج والزوجة وتعد الناحية الجنسية من أهم مميزاتها وقد تتضمن الاسرة أفراداً
أخرين غير الزوجين أو الأولاد ينتمون اليهم بصلة القرابة وفي هذه الوحدة تكون الوحدة المكونة هي البيت.

## أهمية الأسرة
الاسرة هي النظام الإنساني الأول، والأسرة جماعة من الافراد ويتفاعلون من بعضهم لبعض وتعتبر الهيئة الأساسية تقوم بعملية التطبيع الاجتماعي للجيل الجديد. غير ان الاسرة ليست مجرد وسيلة بل هي أكبر من ذلك حيث انها تجدد النسل وتربية الأبناء لإعدادهم للقيام بأدوارهم في هذه الحياة، فالأسرة تقوم بتزيد أعضائها بكثير من الإشباعات الأساسية من بينها توفير مسالك الحب بين الإباء والأبناء والأزواج. والتعرف على الصراعات والخلافات النفسية التي تحدث بين كل من الأبناء والاباء وبين الأزواج والزوجات وما لذلك من أسباب واثار نفسية يمكن دراستها وتخفيف حدتها.

## أهداف علم النفس
ويهدف علم النفس الأسري على مساعدة الأسرة في انجاز وظائفها المتعددة بصفة خاصة مثل الانجاب والزواج السعيد، وتحقيق المطالب الفرد المادية الضرورية لحياة افرادها من غذاء وكساء ومأوى وارضاء الحاجات النفسية لأفرادها صغاراً وراشدين وأيضاً ارشاد الأسرة في الالتزام بأساسيات حياتية معينة مثل الولادة والتنشئة الدينية، تكوين اتجاه المساندة لمن يكون ضعيفاً بين افراد الأسرة، معاونة الزوجين على قوة ارتباط الصلة الأسرية واكتشاف المشكلات الاسرية والامراض الاجتماعية ودراستها وتحديد أسبابها وتخطيط لبرامجها والمساعدة في العلاج.
1. ترشيد دور الاسرة في الالتزام بأساسيات حياتيه معينة ومعاونة الاسرة على انجاز وظائفها المتعددة. مثل (الولادة، والتنشئة الدينية والاجتماعية للطفل، وتعلم الفرد (عضو الاسرة) وتخرجه، وامور الزواج، والعمل، والتقاعد، والوفاة.
2. تكوين اتجاه المساندة لمن يكون ضعيفاً بين افراد الاسرة أو ناقص النضج، أو مريضاً، أو مصاباً بإعاقة جسمية أو عقلية، أومتقاعد.
3. معاونة الزوجين على ادراك الصلة الاسرية وعلى تخطيط البيئة (الاسرية) وتنظيمها.
4. معاونة افراد الاسرة على اداراك ذواتهم وبيئتهم وتقييمها.
5. ترقية اسلوب تعامل كل من افراد الاسرة مع الآخر.
6. وصل الحاجات الشخصية لكل من افراد الاسرة بحاجات أسرية وحاجات الجماعة والمؤسسات القائمة بالمجتمع.
7. معاونة الاسرة بأسرها على موجهة الازمات والصعوبات والتعامل معها بصوره واقعية، وهذا يؤدي إلى تقليل حالات التفكك الاسري والطلاق الحيلولة دون حدوث المشكلات الحادة والجرائم.
8. اكتشاف المشكلات الأسرية والأمراض الاجتماعية ودراستها، وتحديد اسبابها، وتخطيط برامج المساعدة والعلاج.[4]

## خصائص الأسرة
```
1-الأسرة جماعة اجتماعية تتكون من أشخاص لهم رابطة تاريخية وتربطهم ببعض صلة الزواج اوالدم اوالتبني. 
2-غالباً يقيمون أصحاب الأسرة في مسكن واحد. 
3-الأسرة هي المؤسسة الأولى التي تقوم بوظيفة التنشئة الاجتماعية للطفل.
4-للأسرة نظام اقتصادي خاص من حيث الاستهلاك وإنتاج الأفراد.
5-الأسرة هي المؤسسة والخلية الاجتماعية الأولى في بناء مجتمع وهي الحجر الأساسي في استقرار الحياة.
[
5
]
```

## أشكال الأسرة

### الزواج الأحادي
```
هو زواج رجل واحد من امرأة واحدة.
```

### الزواج التعددي
```
له ثلاث أنواع:
```

1. تعدد الزوجات
2. تعدد الأزواج
3. الزواج الجمعي.[6]

## مطالب نمو الطفل في الأسرة
- تعلم المشي
- تعلم الأكل
- تعلم الكلام
- تعلم ضبط الاخراج
- تحقيق التوازن الفسيولوجي
- نعلم قواعد الأمن والسلامة
- تعلم ممارسة الاستقلال الشخصي
- تحقيق الأمن الانفعالي.[7]

## من أبرز اهتمامات علم النفس الأسري
الأسرة وخصائصها ومراحل أفرداها.
مسؤولية الأسرة تجاه مطالب الطفل وحاجاته وكيفية اشباع تلك الحاجات.
التنشئة الاجتماعية للطفل في الأسرة والعوامل الأساسية المساهمة لنجاحها.
أنواع الأزمات والصراعات الأسرية ومسبباتها.
التوافق الأسري وأساليبه.
وسائل العلاج والتوعية الأسرية.

## لمحة تاريخية عن علم النفس الأسري
```
إذا تتبعنا تاريخياً مراحل التطور التي مرت بها دراسة الأسرة نجد أن هناك عدة فترات تاريخية هي:
```

### المرحلة الأولى
```
أن المجتمعات القديمة البدائية اعتمدت في معيشتها على الحياة البسيطة من الصيد والزراعة والتجارية، وهي المرحلة التي تسمى بالمرحلة القديمة أو البدائية.
```

ويشير احمد الخشاب (1999م) إلى أن نطاق الأسرة في المجتمعات القديمة أخذ يضيق عما كان عليه في المجمعات التوتمية؛ وبطل تقديسهم لها واصبحوا يعتقدون بانحدارهم من عصبیات واجداد وأصول معروفة تاريخية، وكان رب الأسرة في هذه المجتمعات هو الذي يمتد نطاقها، ويعطى له المجتمع مطلق السلطة في ذلك. فكان من سلطتة ان يضيف إلى الأسرة من يشاء من الأفراد حتى لو لم يكونوا من أصلاب عائلته، فنطاق الأسرة كان خاضعة لتصرفات كبير العائلة، ورهن مشيئته.
وفي الجاهلية انتشرت ظاهرة واد البنات بين قبائل العرب، كما قامت الأسرة على الإدعاء، حيث لا يلحق الولد بوالده إلا إذا رضي به، حتى لو أنه من لحمه ودمه، وجاء الإسلام بعد ذلك وحارب ذلك بقوله تعالى:
ادْعُوهُمْ لِآبَائِهِمْ هُوَ أَقْسَطُ عِنْدَ اللَّهِ ۚ فَإِنْ لَمْ تَعْلَمُوا آبَاءَهُمْ فَإِخْوَانُكُمْ فِي الدِّينِ وَمَوَالِيكُمْ ۚ وَلَيْسَ عَلَيْكُمْ جُنَاحٌ فِيمَا أَخْطَأْتُمْ بِهِ وَلَٰكِنْ مَا تَعَمَّدَتْ قُلُوبُكُمْ ۚ وَكَانَ اللَّهُ غَفُورًا رَحِيمًا ﴿5﴾ .	سورة الاحزاب

### المرحلة الثانية
```
وقد تسمى بالمرحلة الفلسفية، ومن أوائل الفلاسفة (1) الذين تعرضوا للأسرة الفيلسوف كونفوشيوس (Confucius)، الذي قام بعمل أول بحث عن أهمية الأسرة في 
النظام الاجتماعي
، حيث قال أن المجتمع الفاضل يعتمد أساسا على الأسرة، والأسرة يمكن أن تستقر، إذا ما أصلح الفرد نفسه)
```

ومن الذين تحدثوا عن الأسرة أيضا، في هذه المرحلة، أفلاطون، حيث حاول أن يضع نظام الأسرة من خلال الجمهورية الفاضلة، وشرح النظام الاجتماعي المثالي للأسرة قبل ألفي سنة تقريباً. ولقد حاول أفلاطون أن يفرق بین طبقات الأسر المختلفة في المجتمع فهناك نمط الأسرة عند الأفراد العاديين، الذين تنسب إليهم صفة الحكمة، وأيضا نمط الأسرة عند طبقة الحراس والزراع والتجارة التي من خلالهم حاول أن تحقق الثبات والاستقرار الاجتماعي في المجتمع
وبعد ذلك جاء ارسطو الذي دعا إلى ضرورة المحافظة على كيان الأسرة وبين أن الأسرة مكونة من الوالدين والأبناء، وفئة أخرى عدهم من ضمن الأسرة وهم العبيد.
وإذا انتقلنا إلى فلاسفة المسلمين، نجد ان هناك الكثير منهم تحدثوا عن الأسرة، ومنهم ابن خلدون، الذي حاول أن يهتم بدراسة نظام الأسرة والقبيلة من خلال علم العمران البشري، وما يتصل به من دراسة العمران اليدوي والعمران الحضري |
اما الغزال فقد أشار إلى المسائل الاقتصادية والجغرافية والاجتماعية المتعلقة بالأسرة، وتحدث عن الأسرة من خلال اهتمامه بتربية الطفل، وما يتصل بذلك
للوالدين في الأسرة ودورها في عملية التنشئة من أسلوب الثواب والعقاب الاجتماعية السليمة للأولاد

### المرحلة الثالثة
```
في هذه المرحلة حاول المفكرون من خلال كتاباتهم في الأمور المتعلقة بسيكولوجية الأسرة، الإسهام في تناول المشكلات الأسرية،
```

أساليب ومناهج البحث العلمي مستخدمين.
في تحديد مجال هذا العلم وقد امتدت هذه المرحلة منذ نهاية القرن التاسع عشر حتى الآن، حيث ساهم علياء الاجتماع والأنثروبولوجيا وعلماء النفس في زيادة الفهم للسياق النفسي والاجتماعي داخل الأسرة ومن الذين تحدثوا عن الأسرة في القرن التاسع عشر، مبتسر Spencer.
حيث أوضح في كتابه «الفلسفة التركيبية، انتقال وظائف الأسرة إلى هيئات حيث أوضح في اجتماعية مختلفة، وصار لكل فرد في الأسرة وظيفة ومركز اجتماعي، في حين في السابق بعد الأب هو القاضي والحاكم والمدير الاقتصادي للأسرة.
```
أما أوجست کونت فقد تناول دراسة الأسرة وئادی بتكوين الأسرة من خلال الزواج وعارض فكرة الطلاق، ویری فرانكلين جيدنجز (F Gild ag) أن الأسرة تمثل أبسط أشكال التجمعات التي وجدت في المجتمع. والأسرة الإنسانية جماعة تقوم على القرابة والنسب بين أفراد عاشوا مع بعضهم في منطقة واحدة منذ ولادتهم.
```

وفي بداية القرن العشرين جاء جورج هاربرت مید (G. H , Mrad) الذي تحدث عن الأسرة في نظريته في التفاعل الرمزي من خلال الدور الذي يلعبه الأب في الأسرة، عن طريق تفاعله مع الآخرين في الأسرة والعلاقات الشخصية بين الزوج والزوجة والأولاد.

## نظريات علم النفس الأسري
- أولاً -النظرية البنائية الوظيفية.

يمكننا القول إن هذه النظرية استمدت جذورها من نظرية الجشطالت في علم النفس وتدور فكرة هذه النظرية حول تكامل الأجزاء في كل واحد بتحليل العلاقة بين الأجزاء والكل، بمعنى أن كل عنصر في المجموعة يساهم في تطور أو صيانة الكل.
فأصحاب هذه النظرية يرون أن الأفراد والجماعات أو أي نظام أو نسق اجتماعي يتألف من عدد من الأجزاء المترابطة، وبالتالي فإن كل جزء من أجزاء النسق يكون وظيفياً، كجسم الإنسان، يتكون من مختلف الأعضاء ولكل جزء وظيفته.ويرى رواد هذه النظرية أن لكل شيء في النظام فائدة فهي إن لم تكن ذات فائدة اقتصادية فهي ذات فائدة اجتماعية وبذلك يشير البناء الاجتماعي للأسرة إلى الطريقة التي تنظم بها الوحدات الاجتماعية والعلاقات المتبادلة بين الأجزاء والعناصر المختلفة.
وتنظر هذه النظرية إلى الأسرة بوصفها مجتمعاً صغيراً أو وحدة في مجتمع كبير أو الوحدة الكبيرة.ومن أشهر رواد هذه النظرية هم: بارسونز – مرتون – سروكن –ليفي.
ويرى بارسونز أن الأسرة بوصفها وحدة بنائية هي الوحيدة التي تستطيع القيام بمهمة إعداد الصغار وتنشئتهم بغرس القيم والمعتقدات وجميع الرموز الثقافية والمبادئ الاجتماعية.
- ثانياً- نظرية التفاعل الرمزي:

تمتد نظرية التفاعل الرمزي إلى أكثر من قرن من الزمن تقريباً وهي التفاعل بين الفكر التي حملها المهاجرون الأوربيون إلى أمريكا، وبين البيئة الجديدة التي نشأوا فيها، وعلى هذا فنظرية التفاعل تبلورت في أمريكا على أثر ازدياد مشكلات الهجرة والجريمة والجنوح والطلاق .
والتركيز الأساسي للفكرة ينصب على أن الفرد يعيش في عالم من الرموز والمعارف المحيطة به في كل موقف أو تفاعل اجتماعي يتأثر بها ويستخدمها يومياً وباستمرار ويتضح استخدام الفرد للرموز من خلال معانيها للتعبير عن حاجاته الاجتماعية ورغباته الفردية، وتتجلى أهمية الرموز عند استخدامها من قبل أفراد المجتمع على صعيد الممارسة اليومية في الحياة الاجتماعية حيث يتعلم الفرد من خلال تفاعله مع الآخرين المحيطين به بشكل شعوري أو لا شعوري استخدام الرموز مثل استخدام اللغة، أو تحريك الرأس، للدلالة على الرفض أو القبول، لبس الخاتم عند الزواج، ووفقاً لهذه النظرية فإن التفاعل الرمزي في الأسرة يشير إلى دراسة التفاعل والعلاقات الشخصية بين الزوجين وزوجته وأولادهما .وعلى هذا فسلوك الأفراد في الأسرة ما هو إلا تفاعل اجتماعي، وانعكاس للرموز، التي يشاهدها الفرد، ويتأثر بها سلباً أو إيجاباً في مواقف الحياة اليومية بشكل مباشر .ويرى كولي وهو من رواد هذه النظرية أن المجتمع الإنساني عبارة عن نسيج من تفاعلات وتصورات وانطباعات وتقييمات عقل الفرد مع عقول الآخرين والنفس البشرية عند كولي عبارة عن مجموعة من أفكار تتفاعل وتتعامل مع نفوس الآخرين . 
- ثالثاً- نظرية التطور الأسري:

تعد نظرية نمو أو تطور الأسرة من النظريات الحديثة، التي ظهرت في السنوات الأخيرة منذ عام 1930م .
ينصب التركيز الأساسي على أهمية المراحل المختلفة التي تمر بها دور حياة الأسرة، والاهتمام بعامل الزمن كبعد مهم في التفاعل الزواجي . تستخدم هذه النظرية عدة افتراضات أساسية:
1. أن الأسرة المقصودة بالدراسة في هذا المدخل، أسرة زواجية مع وجود أطفال للأسرة سواء بالميلاد أو التبني .
2. أن الأسرة والأفراد يتغيرون وينمون بطرق مختلفة، تبعاً لعملية المعيشة ووفقاً للمؤثرات والوسط الاجتماعي .
3. أن التركيز الأساسي يكون على الأفراد من خلال أسرهم على الرغم من أهمية النسق الأسري ككل، بما يفرضه من ضغوط معينة على أفراده .
4. كل أسرة تعد وحدة فريدة من حيث تركيبها العمري والأدوار وتوقعاتها المتبادلة حيث يتغير النسق الأسري بتغيير الوقت، وفقاً للتغير في التكوين العمري لأعضائه.

- رابعاً-نظريات التعلم الاجتماعي:

إن نظرية التعلم الاجتماعي تنظر إلى التطور البشري كتأثير متراكم لمجموعة من التجارب التعليمية المتداخلة لتكون الشخصية وهذا يحدث في نموذج التعلم الاجتماعي بطريقتين:

### الطريقة الأولى
```
: تتم عبر إعادة التدعيم الأسوة إن التدعيم حدث يحدث بعد الاستجابة، ويؤثر في الاحتمالات بأن يزيد من احتمال الاستجابة التي ستحدث ثانية (
الاستجابة الإيجابية
)فأي مدعم مرغوب به يحدث بع الاستجابة ويزيد من الاحتمالات بأن الاستجابة سوف تتكرر أما التدعيم السلبي فإنه يعني أن 
مثيرا
 غير مرغوب به يستبعد وهذا يؤدي إلى ازدياد واحتمال حدوث الاستجابة ففي حالة العقاب، فإن مثيراً غير مرغوب به (مثل الألم) يحدث الاستجابة، أو مثيراً مرغوباً به يزول ويقلل من فرص تكرار الاستجابة .
```

### الطريقة الثانية
```
ويحدث فيها التعلم من خلال التقليد وفي حالة التقليد، فإن الناس يقلدون سلوك الآخرين الذين يعجبون بهم أو يحترمونهم إن أولئك الذين يؤمنون بنظرية التعلم الاجتماعي يؤكدون 
التعزيز
 و
المكأفاة
 و
العقاب
 الذي حدثت لنا طيلة حياتنا، ترد استجاباتنا السلوكية إلى أحداث خارجية .
```

إضافة إلى ذلك أن منظري التعلم مهتمون بدور النموذج الذي يختاره الأفراد ليقلدوها على الرغم من أن نظرية التعلم الاجتماعي تعترف بأن التعلم والنمو الشخصي يحدث في أثناء فترة الحياة فإنها تركز على رد الفعل تجاه معين .
- خامساً- نظرية التحليل النفسي:

إن هذه النظرية تحاول أن تفسر النمو الاجتماعي من الطفولة حتى البلوغ . إن تجارب الطفولة حتى المبكرة تترك انطباعاً على نمو شخصية الطفل وحينما ينتقل الأطفال من مرحلة جنسية إلى مرحلة أخرى فإنهم يبدأون بإدراك دافعيين غريزيين، الدوافع الجنسية والعدائية وكلا الدافعين يعتقد بأنهما يخلقان حالة مستمرة من التوتر نتيجة حاجة الجسم إلى المتعة والرضا، إن نظرية التحليل النفسي تنظر إلى هذا التوتر على أنه ناتج عن قوى ثلاثة: الهو، والأنا، والأنا الأعلى .
أما الهو فيمكن تخيلها كعاطفة لا يمكننا التحكم بها، وتعكس رغبة في إرضاء السلوك الغريزي. أما الأنا الأعلى فإنه يتطور لإرضاء الرغبة الغريزية للشيء في الحالات التي تجنب العقوبة، أما العمل الرئيس للأنا هو محاولة إرضاء رغبات الهو والأنا الأعلى .
إن نظرية التحليل النفسي مع أنها غنية في فهم النفس الإنسانية إلا أنها تقدم مساعدة قليلة في فهم الأسر لأنها تركز على السلوك الفردي فإن هذا الجانب النظري لا يمكنه أنن يفسر كلياً التداخل المعقد الذي يحدث في الاسر والمجتمع..

## أهم اسباب الدراسات الاسرية
1. ما أكدته الدراسات من تأثير العلاقة بين الأبوين والاطفال في نمو شخصياتهم وفي مظاهر النمو العقلي واللغوي والاجتماعي والانفعالي لديهم.
2. ما أكدته آراء التحليلين القدامى والجدد وغيرهم من تأثير الخبرات المبكرة في سلامة الشخصية وفي الصحة النفسية على المستقبل .
3. وجود النظرة التقليدية إلى تأثير الوراثة الاسرية، وتأثير اتجاهات الاسرة وأساليبها في التنشة الاجتماعية، ومستواها الاجتماعي والاقتصادي والثقافي في ذكاء الأطفال وامكاناتهم العقلية والجسمية والنفسية وعلاقاتهم الاجتماعية .
4. ما كشفت عنه دراسات الصحة النفسية من وجود علاقة بين انماط التفاعل الأسري والعلاقات الأسرية، وبين ما يصاب به الأبناء من اضطرابات أو ما يتعرضون له من انحرافات سلوكية.[13]